# Симфіз

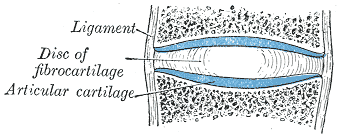
Симфіз в перерізі

Симфіз (лат. symphysis) — різновид суглобового з'єднання, при якому кінці кісток сполучені між собою за допомогою волокнистого хряща. Є різновидом синхондрозу.
Його особливістю є наявність в товщі хряща міститься вузька щілиноподібна порожнини. Симфіз займає проміжне положення між безперервними з'єднаннями і з'єнаннями, що перериваються (суглобами), фактично є напівсуглобом.
Хрящ забезпечує деяку рухомість з'єднання.
Приклади симфізів:
- Лобковий симфіз
- Крижово-куприковий симфіз
- Міжхребцевий диск